# Aphrophila luteipes
Aphrophila luteipes là một loài ruồi trong họ Limoniidae. Chúng phân bố ở miền Australasia.